# 杉谷泰造
杉谷 泰造（すぎたに たいぞう、1976年6月27日 - ）は、大阪府和泉市出身の馬術選手。1996年アトランタ、2000年シドニー、2004年アテネ、2008年北京、2021年ロンドン、2016年リオデジャネイロオリンピック6大会の馬術競技日本代表。杉谷乗馬クラブ所属。父は元オリンピック馬術競技日本代表の杉谷昌保、祖父は同日本代表の川口宏一。

## 経歴
父親の影響で6歳から馬術競技を始める。17歳でオランダにあるヘンク・ノーレン厩舎へ拠点を移した後、20歳のときに1996年アトランタオリンピックに出場。2004年アテネオリンピックでは日本人選手として戦後最高の16位。2008年北京オリンピックでは29位。
小学2年生の時に、日本中央競馬会の役員から騎手への転向を打診されたこともあったが、杉谷は「ボクは乗馬の発展に尽くしたい」として断ったいきさつがある。父の昌保は武邦彦と親交があり、武幸四郎は過去に実家である杉谷乗馬クラブを訪れた事もある。
2016年6月、リオデジャネイロオリンピック代表に選ばれた。8月の大会では障害飛越と団体に出場、夏季オリンピックは6大会連続出場となり、日本選手最多（連続）記録を更新したが、いずれも予選落ちに終わった。
東京オリンピックは馬の健康状態に不安があるとして落選したが、パリオリンピックで2大会ぶり7度目の出場を果たした。

## 主な戦績
国際大会における主な戦績は以下のとおり。
- 1994年 ハーグ世界選手権（乗馬：カントリーマン） 個人66位、団体18位
- 1996年 アトランタオリンピック（乗馬：カントリーマン）　個人64位、団体15位
- 1998年 ローマ世界選手権（乗馬：マニアジョリー） 個人39位、団体14位
- 2000年 シドニーオリンピック（乗馬：マニアジョリー）　個人25位、団体11位
- 2002年 ヘレス世界選手権（乗馬：ラマルーシ） 個人21位
- 2004年 アテネオリンピック（乗馬：ラマルーシ） 個人16位、団体12位
- 2006年 アーヘン世界選手権（乗馬：オベリックス） 個人55位、団体18位
- 2007年 ラスベガスワールドカップ（乗馬：Caitano） 個人34位
- 2008年 北京オリンピック（乗馬：カリフォルニア） 個人29位（決勝ラウンドA）
- 2010年 ケンタッキー世界選手権（乗馬：アヴェンツィオ） 個人10位
- 2012年 ロンドンオリンピック（乗馬：アヴェンツィオ） 個人33位
- 2016年 リオデジャネイロオリンピック（乗馬：アヴェンツィオ） 個人予選落ち、団体13位